# Dolichopus czekanovskii
Dolichopus czekanovskii är en tvåvingeart som beskrevs av Stackelberg 1928. Dolichopus czekanovskii ingår i släktet Dolichopus och familjen styltflugor. Inga underarter finns listade i Catalogue of Life.